# Žrtve rata
Žrtve rata (eng. Casualties of War) je ratna drama  Briana De Palme iz 1989. sa  Michaelom J. Foxom i  Seanom Pennom u glavnim ulogama. Scenarij Davida Rabea temeljen je na stvarnim događajima iz 1966. Glavni izvor za film bio je članak Daniela Langa.
Tema filma je kako se normalno moralno ponašanje odbacuje tijekom rata i kako vojnici postaju divljaci koji mogu dehumanizirati one nevine, ali i osobna odgovornost da se zadrži moralnost i u ekstremnim uvjetima.
Film je bio Foxova druga veća dramska uloga. Godinu prije je nastupio u drami Bright Lights, Big City. Bio je to filmski debi za  Johna C. Reillyja i  Johna Leguizamoa.

## Priča
Skupina  američkih vojnika izgubi jednog svojeg člana u vijetnamskom selu za koje se vjeruje da je saveznik Vijetkonga. U osvetu, vod otima jednu vijetnamsku djevojku, Than Thi Oanh (Thuy Thu Le) kako bi im poslužila kao seksualna robinja, na što prigovara jedan od vojnika, Max Eriksson (Michael J. Fox) koji ne želi sudjelovati u tome. Njegove prigovore odbacuje psihopatski vođa voda, narednik Tony Meserve (Sean Penn), koji je neprijateljski nastrojen prema Erikssonu zbog njegovih poziva na savjesnost. Tijekom obračuna, vod nasilno ubija djevojku kako je ne bi otkrili njihovi nadređeni.
Nakon bitke prikrivaju ubojstvo, ali Eriksson odbija da se slučaj zaboravi. Ugrožava vlastiti život i vojnu karijeru (zahvaljujući ponajviše indiferentnim nadređenim časnicima koji žele prikriti slučaj) otkrivajući zločin. Na kraju, otvara se istraga i četvorica muškaraca koju su sudjelovali u silovanju i ubojstvu izlaze pred vojni sud i dobivaju velike kazne. Narednik Mesesrve dobiva deset godina teške robije, kaplar Thomas E. Clarke doživotni zatvor, Herbert Hatcher (John C. Reilly) 15 godina zatvora i teškog rada, a Antonio Diaz (John Leguizamo) osam godina teškog rada. Vojnici Hatcher i Diaz su oslobođeni poslije žalbe da su im povrijeđena prava na Prvi amandman te su njihova priznanja označena kao neprihvatljiva.
Na kraju filma, Max se budi iz prisjećanja na cijeli incident i shvaća da se nalazi u autobusu, samo nekoliko metara od vijetnamsko-američke učenice (koju također glumi Thuy Thu Le) koja sliči otetoj djevojci. Izlazi iz autobusa kako bi otišla u školu i zaboravlja svoj šal, a Max potrči za njom kako bi joj ga vratio. Nakon što je ona primijetila da ga nešto muči, porazgovaraju, a ona kaže da ju on podsjeća na nekoga. Odlaze u različitim smjerovima, a film završava.

## Zanimljivosti
- Lokacija s mostom je snimljena u Kanchanaburiju, Tajland. Bila je to ista lokacija gdje se nalazio slavni Most na rijeci Kwai.
- Stephen Baldwin trebao je glumiti Hatchera, ali De Palmi se nije svidjela njegova gluma pa ga je otpustio, angažiravši Johna C. Reillyja. Postoji nekoliko scena u kojima se Baldwin nalazi u pozadini.

## Citati
- Djevojka iz autobusa: "Loše si sanjao, zar ne?"
- Eriksson: "Da."
- Djevojka iz autobusa: "Sada je gotovo, mislim. Chao ong." (zadnje riječi filma).

## Vanjske poveznice
- Žrtve rata u internetskoj bazi filmova IMDb-a
- Casualties of Genre, Difference, and Vision: Casualties of War  Arhivirana inačica izvorne stranice od 28. rujna 2007. (Wayback Machine)
- Casualties of War: history, realism, and the limits of exclusion  Arhivirana inačica izvorne stranice od 29. kolovoza 2007. (Wayback Machine)
- Murder in a Combat Zone  Arhivirana inačica izvorne stranice od 28. rujna 2007. (Wayback Machine)